# Gilbert Cawood
Gilbert Mervyn Cawood –conocido como Gil Cawood– (Hamilton, 4 de diciembre de 1939-Hamilton, 28 de agosto de 2022) fue un deportista neozelandés que compitió en remo. Ganó una medalla de bronce en el Campeonato Mundial de Remo de 1970, en la prueba de ocho con timonel.

## Palmarés internacional
| Campeonato Mundial | Campeonato Mundial      | Campeonato Mundial | Campeonato Mundial |
| Año                | Lugar                   | Medalla            | Prueba             |
| ------------------ | ----------------------- | ------------------ | ------------------ |
| 1970               | St. Catharines (Canadá) | Medalla de bronce  | Ocho con timonel   |